# Kanton Guéret-2
Guéret-2 is een kanton van het Franse departement Creuse. Het kanton maakt deel uit van het arrondissement Guéret. Het telt 9.405 inwoners in 2018.
Het kanton werd gevormd ingevolge het decreet van 17 februari 2014 met uitwerking op 22 maart 2015.

## Gemeenten
Het kanton omvat de volgende gemeenten:
- Guéret (zuidelijk deel) - hoofdplaats
- La Chapelle-Taillefert
- Montaigut-le-Blanc
- Saint-Christophe
- Saint-Éloi
- Saint-Silvain-Montaigut
- Saint-Victor-en-Marche